# Archäologisches Museum im BMW-Werk Regensburg

Grundriss des Badehauses

Das Archäologische Museum im BMW-Werk Regensburg ist ein kleines archäologisches Museum auf dem Werksgelände des BMW-Werkes im Regensburger Bezirk Harting. 

## Grabungen
Das Gelände für den Neubau des geplanten BMW-Werkes in der Gemeinde Harting war als archäologischer Fundplatz bekannt. Seit 1903 wurden dort immer wieder Funde geborgen und dokumentiert. Auf einem benachbarten Neubaugebiet wurden bereits in den Jahren 1979 bis 1981 umfangreiche Ausgrabungen durchgeführt, außerdem wurde das gesamte Gebiet 1981 luftbildarchäologisch prospektiert. 
Um die zu erwartenden Bodendenkmäler vor der endgültigen Zerstörung zu retten, wurden in den Jahren 1983 bis 1985 umfangreiche planmäßige Grabungen durchgeführt. Die Grabungsarbeiten wurden von Jens Lüning und Gudrun Malcher vom Institut für Vor- und Frühgeschichte der Johann Wolfgang Goethe-Universität Frankfurt durchgeführt und förderten mehr als 10.000 Objekte sowie etwa 50 Hausgrundrisse zu Tage. Das reichhaltige Fundspektrum reicht von Jungpaläolithikum bis in das beginnende 9. Jahrhundert. 
Ausgegraben wurde auch eine römische Villa rustica aus der Mitte des 3. Jahrhunderts mit ihren Nebengebäuden, von denen die Reste eines Badehauses erhalten werden konnten. Aus den Brunnenverfüllungen von zwei Brunnen der Villa wurden Skelettreste von 14 Männern, Frauen und Kindern geborgen, die Spuren von erheblicher Gewalteinwirkung aufwiesen. Dies deutet auf einen Überfall und anschließende Niedermetzelung der damaligen römischen Bewohner durch vermutlich germanische Angreifer hin.

## Museum
Die Grundmauern des Badehauses wurden an ihre jetzige Position auf dem Werksgelände versetzt und bilden eine kleine Freilichtanlage. Das im Dezember 1986 eröffnete Museum zeigte eine Auswahl von etwa 300 der wichtigsten Objekte, als Leihgaben des  Historischen Museums Regensburg. Ergänzt wurde die Ausstellung durch zahlreiche Modelle und Schautafeln. Die Konzeption und wissenschaftliche Betreuung des Museums erfolgte durch Sabine Rieckhoff-Pauli. Zwischenzeitlich wurde die Ausstellung auf einige wenige Vitrinen verkleinert und die Leihgaben wurden an das Historische Museum Regensburg zurückgegeben.